# Rhesalistis
Rhesalistis là một chi bướm đêm thuộc họ Erebidae.